# 布索尼国际钢琴比赛
布索尼国际钢琴比赛（義大利語：Concorso Pianistico Internazionale Ferruccio Busoni）是一项面向年轻钢琴家的国际性赛事，每年在意大利博尔扎诺定期举办。它以意大利著名钢琴家布索尼命名，是国际上最负盛名、也是规格最髙的音乐比赛之一。

## 历史
1949年，为了纪念意大利钢琴家和作曲家费卢西奥·布索尼逝世25周年，塞萨尔·诺迪奥等音乐家举办了比赛。它得到了钢琴家阿图罗·贝内德蒂·米凯兰杰利等人的支持。阿尔弗雷德·布伦德尔在这项比赛中获得了第四名。之后的数年，钢琴作曲比赛与钢琴演奏比赛同时进行。
1956年，年轻的毛利齊奧·波里尼首次参加了比赛，表演了肯尼思·莱顿的《幻想曲》并获奖。1957年，瑪塔·阿格麗希获得了第一名。
该赛事评委包括阿图罗·贝内德蒂·米凯兰杰利、伊戈尔·鲍里索维奇·马克维奇、卡尔罗·马里亚·朱里尼、保罗·巴杜拉-斯科达、瑪塔·阿格麗希、埃莉索·维尔萨拉泽等知名音乐家。